# Мариана Векилска
Мариана Векилска е българска журналистка.

## Биография
Родена е на 11 април 1974 г. в София. Завършва столичната Английска гимназия и международни икономически отношения в УНСС. В САЩ кара курсове по драма в Университета на Централна Флорида. Работи в правителствената информационна служба в Министерския съвет.
Журналистическият ѝ стаж започва от Нова телевизия, където е водеща на сутрешния блок. По-късно работи като репортер и водеща в Канал 3.
В bTV е от самия старт на телевизията през 2000 до 2019 г. В началото е репортер, а три месеца по-късно става водеща на сутрешния блок „Тази сутрин“, заедно с Огнян Бояджиев. Впоследствие на негово място до Мариана застава Николай Бареков. След като 5 години води предаването „Тази сутрин“, тя излиза в майчинство. По-нататък става водеща на bTV новините и репортер. От септември 2013 г. до декември 2018 г. заедно с Жени Марчева и Диана Любенова е водеща на съботно-неделния сутрешен блок на bTV – „Тази събота и неделя“.
През 2019 г. работи към преговорния екип към европейската организация по въздухоплаването в Брюксел.
От 8 септември 2020 г. работи в Българската национална телевизия като водеща на предаването „България в 60 минути“, което се излъчва всеки делничен ден от 17:00 часа по БНТ 1.

## Личен живот
От връзката си с Георги Донков има едно дете - Габриела. От брака си със Симеон Колев (водещ на сутрешното предаване по БГ радио – „Стартер“) има едно дете - Момчил. Векилска и Колев са разделени.